# عمرو ممدوح
عمرو ممدوح (4 يناير 1980 -)، ممثل مصري ولد «عمرو ممدوح» في 4 يناير 1980, بالقاهرة-مصر. تخرج من قسم الكمبيوتر بكلية الهندسة. تعرف عليه الجمهور من خلال أول ظهور له في فيلم «حالة حب» عام 2004. توالت بعدها مشاركاته في الأعمال الفنية المتنوعة والتى استطاع من خلالها أن يقدم موهيته ويقنع بها الجمهور.

## حياته
عمرو ممدوح ممثل مصري 4 يناير 1980 شارك عمرو في العديد من الأعمال السينيمائيه والتليفزيونيه اولهم فيلم حاله حب 2004 وقريبا فيلم ستوكهولم 2018
بدأ عمرو في مسرح الجامعة وبعدها انضم الي ورشه اعداد ممثل قام بالتدريب فيها الي ان اختاره المخرج سعد هنداوي لاداء دور متميز لفت الانظار وحصل عنه علي جائزة مهرجان المركز الكاثوليكي.. بعدها قام بالعديد من الادوار المميزه
وشارك أيضا في العديد من الافلام القصيره مثل شهر12 للمخرج محمود شكري واحيانا للمخرج محمود سليمان (انظر السيرة)
لم ينسي عمرو حبه للورشه وقام بالعديد من الورش رغبه منه في مشاركه التجربة التي اكتسبها في الورشة مع الاخرين

## آعماله
- حالة حب - عمرو
- عجميستا - علي (بلالا)
- استغمايه - يوسف
- آسف على الإزعاج - كريم (ظهور خاص)
- الفريسة والصياد - عزت
- احنا اتقابلنا قبل كده - يوسف
- وعد ومش مكتوب - مدحت
- الوان السما السابعه - عماد (ضيف شرف)
- سيرة حب
- زي الورد - رمزي
- فيرتيجو - حسام
- الصفعة - علي
- الداعية - تيمور
- قبل الربيع - عبد الرحمن
- تماسيح النيل - يوسف
- البيوت اسرار - مسعود
- حارة اليهود
- الخروج عن النص
- خط الموت